# Dianium
Il Dianium è una motonave traghetto di proprietà della compagnia di navigazione italiana Maregiglio.

## Servizio
Varato nel 1989 nei Cantieri Navali Uniti di Viareggio per la compagnia di navigazione italiana Maregiglio con il nome di Dianium, entra in servizio sui collegamenti tra Porto Santo Stefano, l'Isola del Giglio e l'Isola di Giannutri dove opera ancora oggi.

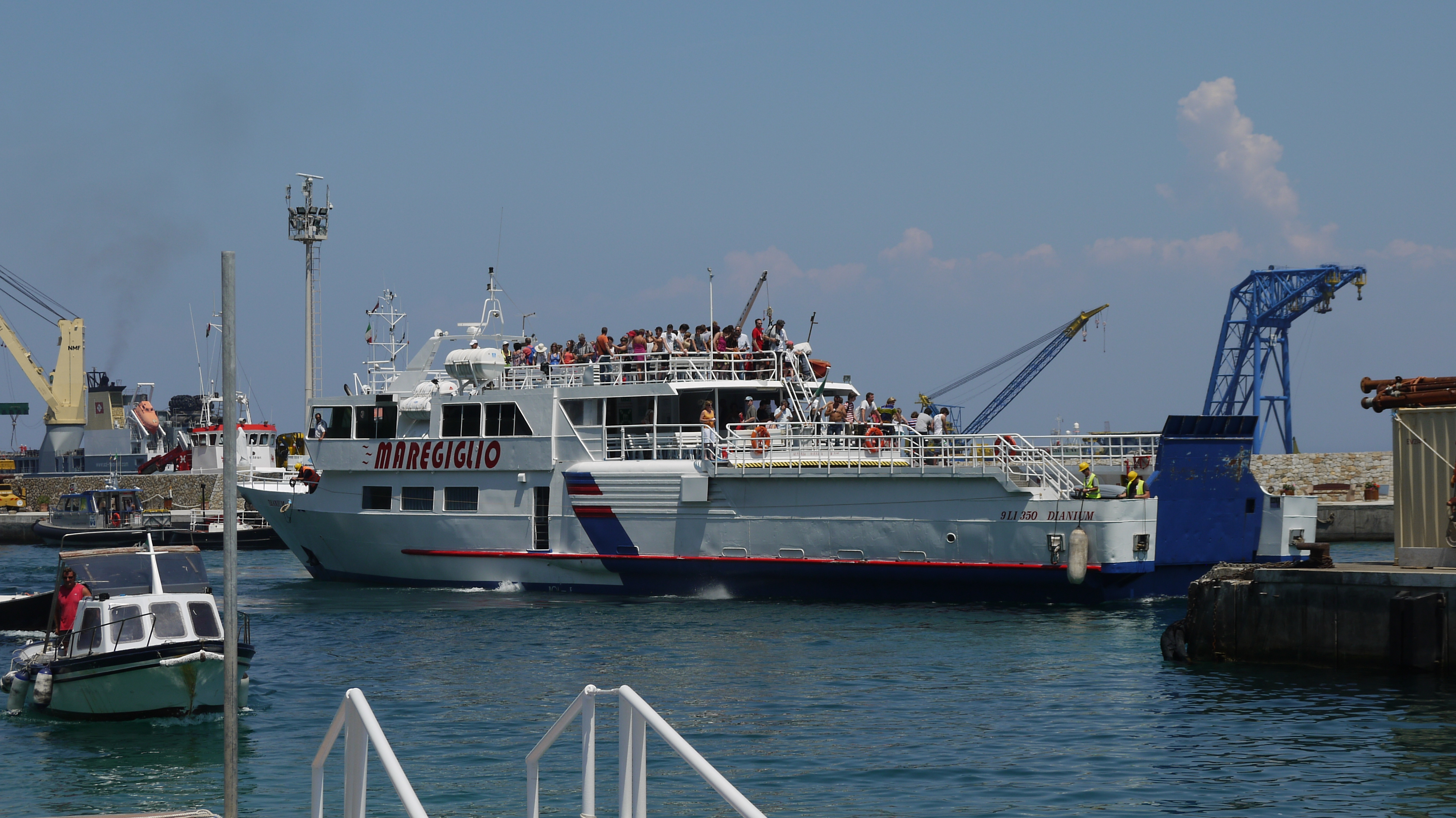
Il Dianium in partenza da Giglio Porto nel 2013.